# 에리크 프렌첼
에리크 프렌첼(독일어: Eric Frenzel, 1988년 11월 21일~)은 독일의 노르딕 복합 선수이다. 올림픽에서 금메달 3개, 은메달 1개, 동메달 2개를, 세계 선수권 대회에서 금메달 7개, 은메달 7개, 동메달 3개를 획득했으며 노르딕 복합 월드컵에서 종합 우승 5회를 달성하여 최다 종합 우승 기록을 세웠다.
2020년 2월 올림픽 공식 홈페이지로부터 노르딕 복합 역사상 가장 위대한 선수 중 한 명이라는 평가를 받은 바 있다.

## 어린 시절
1988년 동독의 아나베르크부흐홀츠에서 우베와 질케 프렌첼 부부의 아들로 태어났다.

## 개인사
2006년에 부인인 라우라 프렌첼 사이에서 장남이 태어났다. 2015년 9월에 둘째 아들이 태어났고, 2017년 6월에 딸이 태어났다.